# Return to Murder House
"Return to Murder House" es el sexto episodio de la octava temporada de la serie de televisión de antología American Horror Story. Se emitió el 17 de octubre de 2018, en FX. El episodio fue escrito por Crystal Liu, y dirigido por Sarah Paulson. El episodio vio el regreso al escenario utilizado para la primera temporada, Murder House, así como la aparición de miembros originales del elenco Connie Britton, Dylan McDermott y Jessica Lange.

## Argumento
Madison Montgomery (Emma Roberts) y Behold Chablis (Billy Porter), haciéndose pasar por una pareja casada, compran la Casa de los Asesinatos en Los Ángeles, que ha sido abandonada durante varios años. Al llegar a la casa, los dos pronto sospechan la presencia de actividad paranormal después de enterarse de que treinta y seis personas han muerto dentro de la casa. Realizan un hechizo mágico que les permite ver varios fantasmas que de otra manera podrían esconderse de los vivos.
Abajo, los fantasmas de Tate Langdon (Evan Peters) y el psiquiatra Dr. Ben Harmon (Dylan McDermott) hablan de la frustración de Tate por ser ignorado por la hija de Ben, Violet (Taissa Farmiga). Su sesión es interrumpida por Madison que anuncia que han venido a aprender sobre los orígenes de Michael Langdon (Cody Fern) pero Tate advierte que han cometido un error al venir. Madison es atacada por un niño deforme, Beauregard Langdon (Sam Kinsey), pero la medium Billie Dean Howard (Sarah Paulson) llega y saca a Beauregard. Ella revela que es una de las pocas personas vivas que los espíritus de la casa permiten entrar y salir. Al mismo tiempo, Constance Langdon (Jessica Lange), la madre de Tate y Beauregard, aparece y afirma que ella es la verdadera dueña de la casa. Constance, que ahora se ha convertido en un espíritu de la casa, pasa el tiempo bebiendo, fumando y forzando repetidamente a la criada Moira O'Hara (Frances Conroy), con quien Constance tiene un intenso rencor, a limpiar la casa.
Behold y Montgomery expresan su deseo de hablar de Michael. Billie Dean se niega a discutir el asunto, pero Constance dice que sólo hablará de Michael si Madison saca el espíritu de Moira de la casa. Ambos (o más bien Behold) sacan los restos de Moira desde el patio trasero y los entierran junto a la madre de Moira en el cementerio. El espíritu de Moira, liberado de su influencia terrenal, es recibido por el espíritu de su madre, a quien confiesa la eutanasia en Halloween, de la que ella fue responsable. La madre de Moira le da las gracias por poner fin a su sufrimiento y los dos pasan pacíficamente a la otra vida.
Constance cuenta la historia de Michael Langdon a Moira y Behold, revelando que su padre es su hijo Tate, que había embarazado a la entonces viviente Vivien Harmon (Connie Britton), la esposa de Ben. Después de que Vivien dio a luz, Constance tomó a Michael de la casa y lo crio como su propio hijo, creyendo que le habían dado una nueva oportunidad de ser madre después de la muerte de sus cuatro hijos. Poco después, sin embargo, comenzó a notar tendencias violentas y psicopáticas en Michael, comenzando con la matanza de animales pequeños y finalmente matando a su niñera a la edad de tres años. Un día, ella entró en la habitación de Michael para descubrir que había envejecido diez años de la noche a la mañana y que ahora tenía el aspecto de un adolescente. Cuando Michael intentó estrangular a Constance mientras dormía, consultó a un sacerdote para que lo asesinara. Con sus sueños de maternidad destrozados, Constance regresó a la Casa del Asesinato y se suicidó por sobredosis.
Behold y Madison se acercan a Ben, quien ya no habla con su esposa Vivien y pasa con frecuencia su tiempo masturbándose mientras llora. Ben les dice a los dos que después de que Michael descubrió que Constance se había suicidado para librarse de él, asistió a sesiones de terapia con Ben. Una relación padre-hijo se desarrolló entre los dos. Sin embargo, Michael poco a poco se fue oscureciendo más y más. Ben presenció a Michael mutilando el fantasma de Elizabeth Short (Mena Suvari), así como no sólo asesinar a dos nuevos residentes, sino también expulsar permanentemente a sus espíritus de la existencia. Ben, al darse cuenta de la capacidad de Michael para el mal, terminó sus sesiones.
El fantasma de Vivien Harmon aparece y le explica a Ben que ella no podía perdonarle por conectarse con Michael. Ella revela a Behold y Madison la verdadera naturaleza de Michael, recitando un pasaje del Libro del Apocalipsis sobre la Bestia del Mar.
Una noche, como explica Vivien, un grupo de satanistas llegó a la casa, compuesto por Miriam Mead (Kathy Bates) y otra cardenal (Naomi Grossman) y encabezado por el fundador de la Iglesia de Satanás, Anton LaVey (Carlo Rota), que había fingido su muerte para encontrarse con Michael. Los satanistas secuestraron a una joven de una parada de autobús y la llevaron a la casa donde realizaron una Misa Negra, con LaVey quitándole el corazón a la chica para que Michael la consumiera. Una sombra demoníaca apareció y Michael anunció que es uno con su "Padre". Después de una lluvia de sangre y granizo, Vivien intentó asesinar a Michael. Antes de que pudiera destruirla, Tate la salvó, permitiendo que Michael saliera de la casa. Vivien dice a Behold y Madison que Michael Langdon no es un hechicero sino el Anticristo, la abominación profetizada que producirá el Apocalipsis.
Antes de irse, Madison conoce a Violet. Violet le dice a Madison que Tate es un monstruo, pero Madison cree que Tate era simplemente un recipiente usado por la casa para concebir a Michael y le dice a Violet que Tate no es verdaderamente malvado. Violet y Tate se reconcilian y Madison y Behold salen de la casa para contarle a Cordelia sus hallazgos.

## Recepción

### Audiencia
"Return to Murder House" fue visto por 2,01 millones de personas durante su emisión original, y obtuvo una cuota de audiencia de 0,9 puntos entre los adultos de 18 a 49 años.

### Reseñas
El episodio ha sido aclamado por la crítica. En el sitio web Rotten Tomatoes, "Return to Murder House" tiene un índice de aprobación del 100%, basado en 12 reseñas con un índice medio de 9,2/10.
Ron Hogan de Den of Geek dio al episodio un 4/5, diciendo, "“Return To Murder House” es más que un simple regreso a un lugar, o personajes que vuelven a visitar. Se siente como una especie de regreso a la forma. La temporada ha sido muy impresionante, y además muy divertida. El orden más corto de los episodios parece ser beneficioso para el ritmo del espectáculo, y la fusión de las estaciones ha dado a Apocalypse las mejores partes de ambos, Murder House y Coven, con horror, rareza e ingenio en igual medida."
Kat Rosenfield de Entertainment Weekly dio al episodio una A. Ella elogió el regreso de múltiples personajes de Murder House, especialmente los de Vivien (Britton) y Constance (Lange). También disfrutó de los flashbacks de este último con Michael, llamándolos "una historia iluminadora para Michael, así como un monólogo épico para Jessica Lange". Finalmente, era una gran fan de la dinámica entre Billy Porter y Emma Roberts, comentando que era lo mejor de esta temporada tras el regreso de Lange.
Ziwe Fumudoh de Vulture.com le dio al episodio un 5 de 5, con una crítica positiva. Comentó que "este episodio fue todo lo que soñé", calificándolo de "el crossover más ambicioso de la historia". Al igual que Rosenfield, elogió la dinámica entre Porter y Roberts, y fue una gran fan de la actuación de Jessica Lange. Además, disfrutó del reencuentro entre Moira y su madre, diciendo que la escena fue "un momento conmovedor". Finalmente, elogió la escritura y la dirección del episodio.

### Reacción de las personas involucradas
La Iglesia de Satanás de Anton LaVey criticó el episodio por su descripción inexacta del fundador de la organización y de los satanistas en general, señalando que LaVey no creía en el Anticristo ni practicaba sacrificios rituales, y que además llamaba al episodio "poco impresionante y aburrido" y que "los escritores perezosos se apropiaban de su nombre e imagen para sus tonterías de adoración al Diablo".